# Пояров, Василий Яковлевич
Василий Яковлевич Пояров (24 декабря 1909 года, деревня Старое Подгородное, ныне в черте города Бежецк, Тверская область — 25 сентября 1967 года, Ленинград) — советский военный деятель, генерал-майор (1957 год).

## Начальная биография
Родился 24 декабря 1909 года в деревне Старое Подгородное, ныне в черте города Бежецк Тверской области.

## Военная служба

### Межвоенное время
В 1930 году был призван в РККА и направлен на учёбу в Объединенную военную школу имени ВЦИК, дислоцированную в Москве.
В 1932 году вступил в ВКП(б)
После окончания учёбы в ноябре 1933 года был назначен на должность командира взвода в батальоне по подготовке командиров взводов запаса в этой же школе, в марте 1935 года — на должность курсового командира, а в мае 1938 года — на должность командира роты курсантов.
В июне 1940 года был назначен на должность командира роты слушателей Курсов подготовки и переподготовки руководящих партийных работников, дислоцировавшихся в населённом пункте Карповка (ныне Нижегородская область).

### Великая Отечественная война
С началом войны Пояров находился на прежней должности. В сентябре 1941 года был назначен на должность помощника начальника учебного отдела на тех же курсах.
В конце марта 1942 года майор Пояров был назначен на должность начальника оперативного отделения, а в июле — на должность начальника штаба 126-й стрелковой бригады, формировавшейся в городе Троицк (Челябинская область, Уральский военный округ). Вскоре бригада была передислоцирован на Северо-Западный фронт, где вела боевые действия в составе 11-й армии. В марте 1943 года Пояров был назначен на должность командира этой же бригады, однако в мае того же года по приказу Ставки Верховного Главнокомандования 126-я стрелковая бригада была передислоцирована на Западный фронт в район Погорелое Городище, где на базе 126-й и 128-й стрелковых бригад была сформирована 199-я стрелковая дивизия, а подполковник Пояров был назначен на должность её командира, и с августа того же года принимала участие в боевых действиях в ходе Ельнинско-Дорогобужской наступательной операции, во время которой был освобождён город Ельня.
В сентябре был назначен на должность начальника штаба 81-го стрелкового корпуса, а с 11 января по 2 февраля 1944 года Пояров исполнял должность командира этого же корпуса. Корпус принимал участие в боевых действиях в ходе Смоленской, Могилевской, Минской и Белостокской наступательных операций.
В июле 1944 года был направлен на учёбу на ускоренный курс при Высшей военной академии имени К. Е. Ворошилова, после окончания которого в сентябре того же года был назначен на должность начальника оперативного отделения военного отдела Союзной Контрольной комиссии в Финляндии.

### Послевоенная карьера
После окончания войны полковник Пояров находился на прежней должности.
В апреле 1946 года был назначен на должность начальника военного отдела этой комиссии. После расформирования комиссии с ноября 1947 года исполнял должность начальника штаба 37-й механизированной дивизии (Ленинградский военный округ), а затем был направлен ну учёбу в Высшую военную академию имени К. Е. Ворошилова, после окончания которой в 1950 году был назначен на должность военного советника при командире пехотной дивизии Венгерской народной армии.
В сентябре 1955 года был назначен на должность командира гвардейской стрелковой дивизии, в июне 1957 года — на должность командира 97-й гвардейской мотострелковой дивизий (Прикарпатский военный округ), в июле 1958 года — на должность заместителя командующего по боевой подготовке — начальника отдела боевой подготовки штаба, в сентябре 1960 года — на должность 1-го заместителя командующего и члена Военного совета 13-й армии, в январе 1965 года — на должность начальника Северо-Западной оперативной зоны Гражданской обороны СССР, а в феврале 1967 года — на должность 1-го заместителя старшего начальника — начальника штаба Северо-Западной оперативной зоны Гражданской обороны.
Генерал-майор Василий Яковлевич Пояров умер 25 сентября 1967 года в Ленинграде. Похоронен на Богословском кладбище города.

## Награды
- Орден Ленина (1955);
- Три ордена Красного Знамени (24.03.1943, 07.03.1944, 1950);
- Два ордена Отечественной войны 1 степени (в том числе 13.09.1945);
- Орден Красной Звезды (1945);
- Медали СССР, в том числе:
- Медаль «За отвагу» (19.08.1942);
- Медаль «За боевые заслуги» (1944).